# 克瑞沙伊格瑞姆
在托爾金（J. R. R. Tolkien）的奇幻小說裡，克瑞沙伊格瑞姆（Crissaegrim）是巨鷹（Eagles）索隆多（Thorondor）的棲息地。
克瑞沙伊格瑞姆是貢多林（Gondolin）艾可瑞亞斯（Echoriath）山脈南部的一部分。
巨鷹之首索隆多住在這裡，他可在這裡監視西瑞安河（River Sirion）河谷。
在辛達林語，克瑞沙伊格瑞姆解作「山頂裂縫」，在托爾金的著作裡，亦解作「巨鷹裂縫」或「巨鷹之所」。從地上是極難到達克瑞沙伊格瑞姆。